# Iker Romero
Pour les articles homonymes, voir Romero.
Iker Romero Fernández, né le 15 juin 1980 à Vitoria, est un ancien joueur de handball international espagnol, évoluant au poste d'arrière gauche ou de demi-centre. Il est notamment Champion du monde 2005.
Il est entraîneur du club allemand du SG BBM Bietigheim depuis 2021 et jusqu'à la fin de la saison 2025-2026 et sélectionneur de l'Autriche depuis l'été 2025.

## Biographie

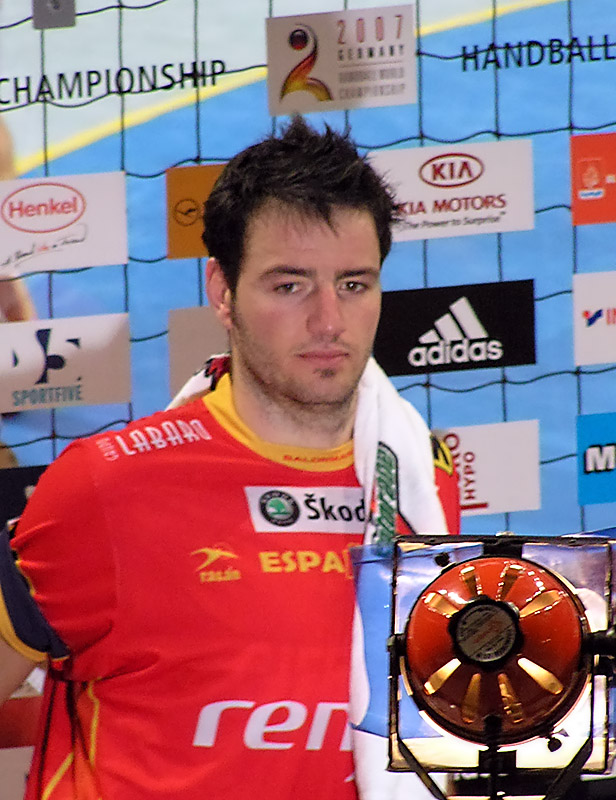
Iker Romero sous le maillot espagnol au cours du Championnat du monde 2007.

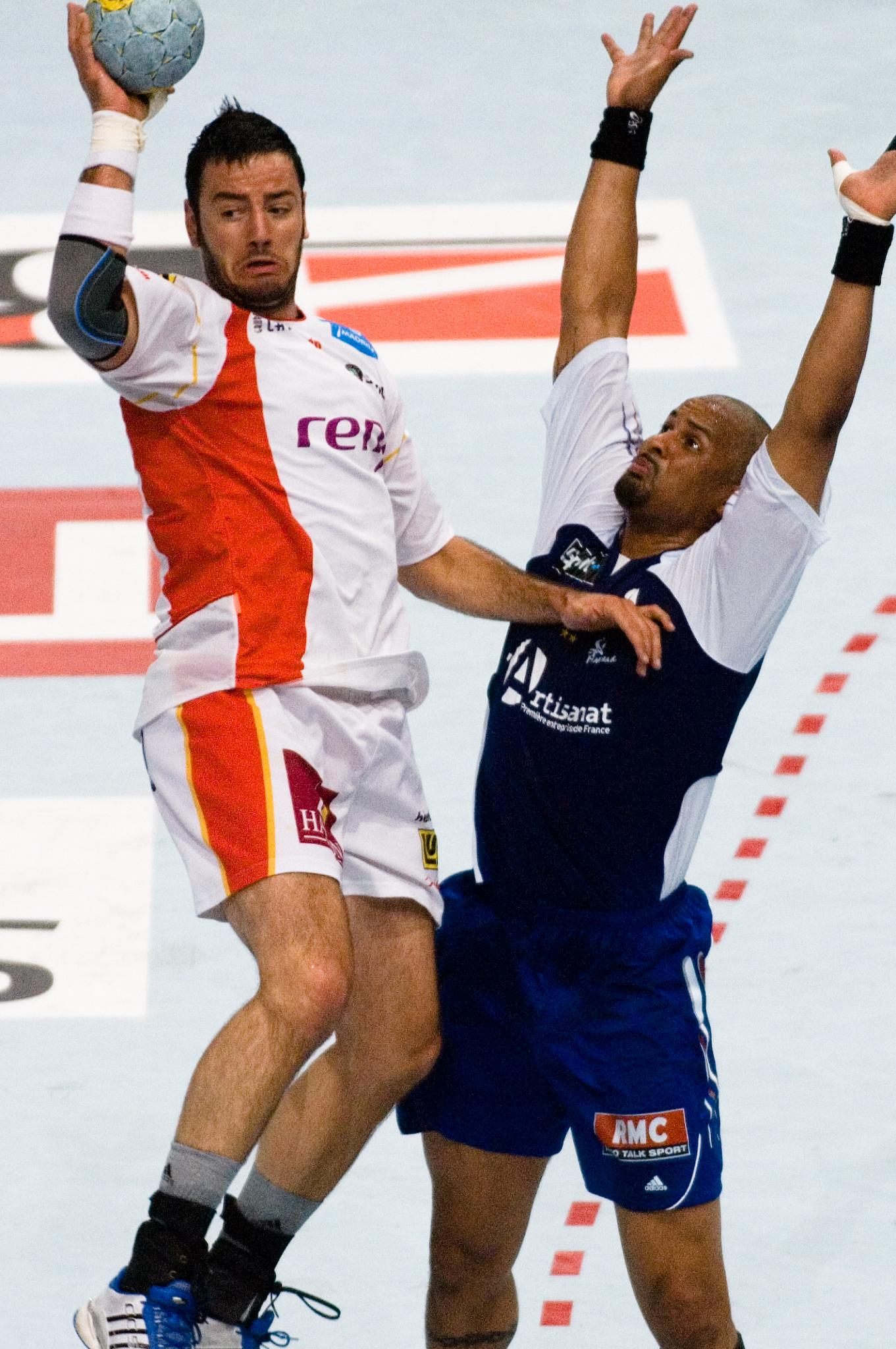
Iker Romero avec l'Espagne face à Didier Dinart en 2008.

### Vie privée
Il est marié à la handballeuse allemande Laura Steinbach.

## Palmarès

### Club
Compétitions internationales
- Ligue des champions (2) : 2005, 2011 (avec FC Barcelone)
- Coupe des Coupes (2) : 2002 et 2003 (avec BM Ciudad Real)
- Coupe de l'EHF (1) : 2015
  - Finaliste en 1999
- Supercoupe d'Europe (1) : 2003

 Compétitions nationales
- Championnat d'Espagne (3) : 2001 (avec CB Ademar León), 2006, 2011 (avec FC Barcelone)
- Coupe d'Espagne (5) : 2003, 2004, 2007, 2009 et 2010
- Coupe ASOBAL (1) : 2010
- Supercoupe d'Espagne (3) : 2004, 2007, 2009 et 2010
- Coupe d'Allemagne (1) : 2014

### Sélection nationale
Jeux olympiques
- 7e place aux Jeux olympiques de 2004 à Athènes
- Médaille de bronze aux Jeux olympiques de 2008 à Pékin

Championnats du monde
- 4e place au Championnat du monde 2003, Portugal
- Médaille d'or au Championnat du monde 2005, Tunisie
- 7e place au Championnat du monde 2007, Allemagne
- 13e place au Championnat du monde 2009, Croatie
- Médaille de bronze au Championnat du monde 2011, Suède

Championnats d'Europe
- 7e place au Championnat d'Europe 2002, Suède
- 10e place au Championnat d'Europe 2004, Slovénie
- Médaille d'argent au Championnat d'Europe 2006, Suisse
- 9e place au Championnat d'Europe 2008, Norvège
- 6e place au Championnat d'Europe 2010, Autriche
- 4e place au Championnat d'Europe 2012, Serbie

### Récompenses individuelles
- Élu meilleur jeune joueur du Championnat d'Espagne en 2001 et 2002
- Meilleur arrière gauche au Championnat du monde junior en 2001
- Meilleur arrière gauche au Championnat d'Europe 2006
- Meilleur arrière gauche du Championnat d'Espagne en 2005 et 2006
- Meilleur buteur du Championnat d'Espagne en 2008